# Łuk Hadriana w Atenach
Łuk Hadriana (gr. Πύλη του Αδριανού) – starożytny rzymski łuk triumfalny, znajdujący się w pobliżu Olimpiejonu w Atenach.
Łuk został wzniesiony za panowania cesarza Hadriana w ramach projektu rozbudowy miasta, na granicy zbudowanej z rozkazu cesarza nowej dzielnicy. Fakt ten upamiętniają wyryte na sklepieniu budowli dwie inskrypcje. Od strony Akropolu napis głosi: „Oto są Ateny, starożytne miasto Tezeusza”, od drugiej strony zaś: „Oto jest miasto Hadriana, nie Tezeusza”.
Wzniesiona z marmuru pentelickiego dwupiętrowa konstrukcja ma 18 metrów wysokości. W dolnej części znajduje się półokrągła brama flankowana pilastrami zwieńczonymi korynckimi głowicami. Po obu bokach bramy znajdowały się w przeszłości także niezachowane do dziś korynckie kolumny. Na piętrze górnym znajdują się trzy edykuły, z których środkowy ozdobiony jest wspartym na korynckich kolumnach trójkątnym frontonem. Obecnie otwarty, zamknięty był dawniej kamienną płytą, a wewnątrz niego przypuszczalnie umieszczone były posągi Hadriana i Tezeusza.